# Alepidocline
Alepidocline (лат.) — род цветковых растений трибы Millerieae подсемейства Астровые (Asteroideae) семейства Астровые, или Сложноцветные (Asteraceae).

## Таксономия
Род был описан Сидни Фей Блейк и опубликован в журнале Journal of the Washington Academy of Sciences
в 1934 году.

## Распространение
Растения рода Alepidocline произрастают в южной Мексике, Гватемале и западной Венесуэле.

## Виды
В род входят следующие виды:
- Alepidocline annua S.F.Blake
- Alepidocline breedlovei (B.L.Turner) B.L.Turner
- Alepidocline macdonaldiana B.L.Turner
- Alepidocline macrocephala (H.Rob.) B.L.Turner
- Alepidocline pochutlana B.L.Turner
- Alepidocline trifida (J.J.Fay) B.L.Turner